# 北方（北極）連邦大学

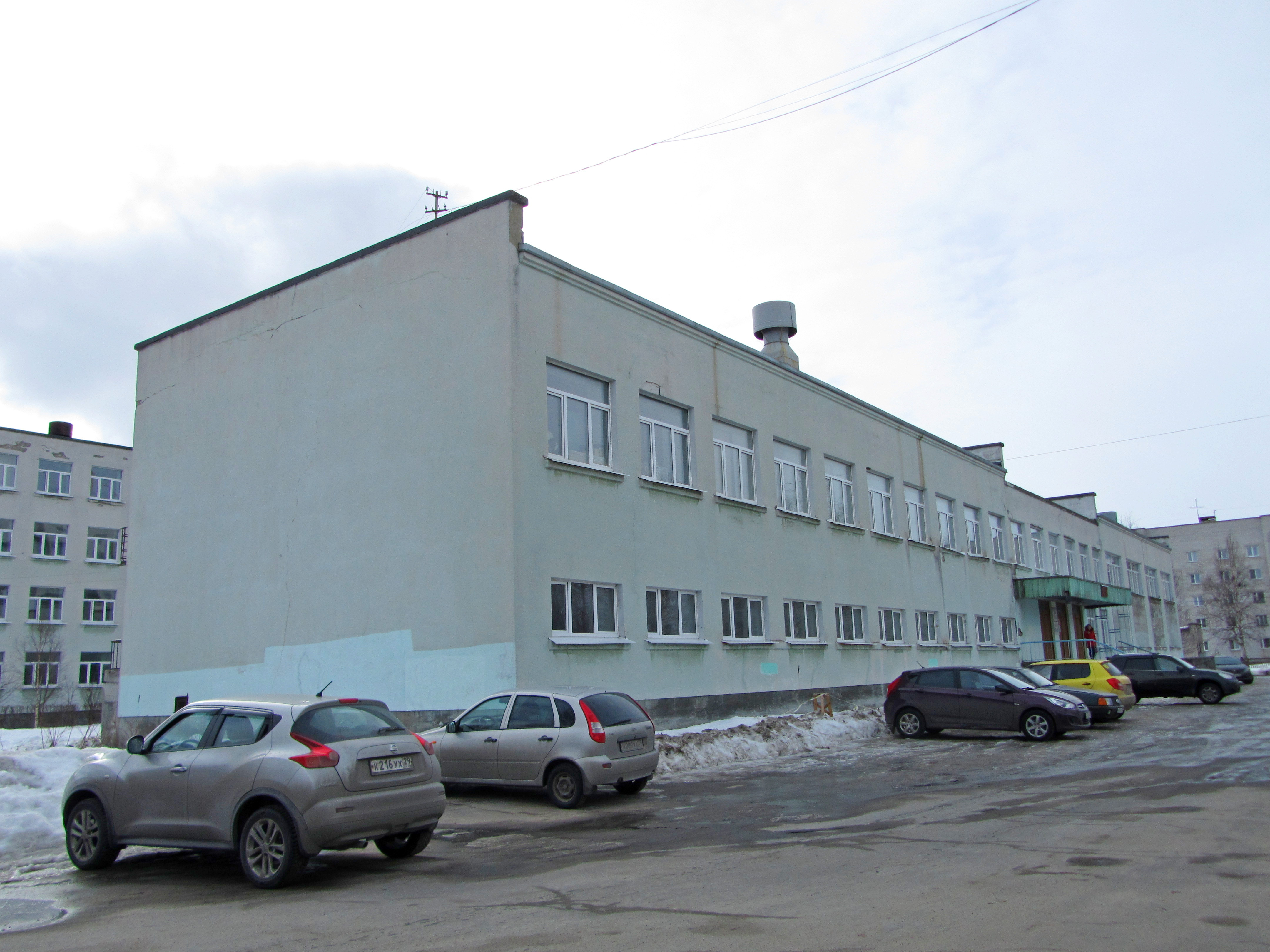
北方（北極）連邦大学の建物

北方（北極）連邦大学（ほっぽうほっきょくれんぽうだいかく、ロシア語: Се́верный (Аркти́ческий) федера́льный университе́т 、略称：ロシア語: САФУ エスアーエフウー）は、ロシア連邦北西連邦管区アルハンゲリスク州のアルハンゲリスクにある連邦大学である。

## 概要
ロモノソフ記念北方（北極）連邦大学は、2011年にアルハンゲリスク国立工科大学（АГТУ、1929年開学）を基礎に、ロモノソフ記念ポモール国立大学（ПГУ、1916年開学）、ピョートル1世記念アルハンゲリスク森林技術短期大学（Алтк）、セヴェロドヴィンスク技術短期大学（Стк）を合併して、連邦大学として設立された。この大学は北西連邦管区で最大の研究・高等教育機関であり、また北極圏に関しては様々な研究も積極的に行っている。
北方（北極）連邦大学の教師陣の総数は1,163名で、学生数は約20,000人である。
2018年5月、北海道大学北極域研究センターは、北方（北極）連邦大学の担当部局と連携協定を締結した。

## 参照項目
- 連邦大学 (ロシア)